# Conrad Bünting der Ältere
Conrad Bünting (auch: Konrad Bunting und Conradus Buntingus und Namensvarianten; (* um 1545 in Hannover; † 25. Februar 1615 ebenda) war ein deutscher Jurist und Stadtsyndikus seiner Heimatstadt.

## Leben
Conrad Bünting war mutmaßlich der Zwillingsbruder des 1545 in Hannover geborenen evangelischen Theologen, Geographen und Chronisten Heinrich Bünting, Sohn des 1538 als Neubürger in Hannover niedergelassenen Goldschmieds und Silberhändlers Johann Bünting beziehungsweise Hans Buntinck, Sohn eines Freisass in Langenhagen, und dessen Ehefrau Helena, Tochter des Landrentmeisters Heinrich Lorleberg.
Conrad Bünting studierte Rechtswissenschaften in Basel an der dortigen Universität. Mit seiner 1572 in lateinischer Sprache vorgelegten Dissertation Positiones de collationibus ... wurde er zum Dr. jur. promoviert. Später trat er in stadthannoversche Dienste ein und wirkte ab etwa 1577 für insgesamt rund 38 Jahre als Stadtsyndikus Hannovers.
Nachdem bereits 1576 ein Landfriedensbündnis zwischen den Städten Braunschweig, Hildesheim, Göttingen, Hannover, Einbeck, Northeim und Hameln für den Zeitraum von zehn Jahren beurkundet worden war und insbesondere das zehnjährige Bündnis zwischen Braunschweig und Northeim bereits am 12. Oktober 1576 abgelaufen war, sandte die Stadt Hannover Conrad Bünting als Abgeordneten zu dem für den 25. August 1576 von Herzog Julius anberaumten Landtag in Gandersheim, der für das Fürstentum Calenberg als Teil seiner Landesherrschaft einberufen worden war. Der Rat der Stadt Hannover deputierte neben Bünting auch den Riedemeister Hans Völger sowie Berend Homeister zum Gandersheimer Landtag.
Ebenfalls 1576 wurde in Hannover Büntings Sohn Jacob Bünting (1576–1654) geboren, der ähnlich wie sein Vater eine juristische Laufbahn einschlug, dann aber zum Bürgermeister von Hannover gewählt wurde.
Als Herzog Friedrich Ulrich bei einer Reise durch sein Land am 26. November 1613 zur Huldigung in Hannover eintraf, „stieg [er] ab beim Syndicus Conrad Bünting am Markte“.
Wenige Jahre vor Beginn des Dreißigjährigen Krieges starb Conrad Bünting und wurde am 2. März 1615 im Chor der Marktkirche beigesetzt. Ebenfalls im Chor der Kirche wurde ein Epitaph für Bünting installiert, von dem der Chronist und Pastor an der Aegidienkirche Ludolf Lange berichtete.
Nachfolger Büntings als Syndikus der Stadt Hannover wurde Hector Mithobius.

## Privatbibliothek
Die von Heinrich Bünting angelegte Privatbibliothek wurde von Conrad Bünting und seinen Nachfahren fortgeführt und gelangte 1720 in die Vorläufer-Einrichtung der heutigen Gottfried Wilhelm Leibniz Bibliothek – Niedersächsische Landesbibliothek.

## Schriften
- ... Positiones de collationibus / ... publice disputabit Conradus Bunting Hannoverensis ... 7. Idus Februarii ..., Basileae: 1572; Digitalisat der Universität Basel